# Theodor Braeucker
Theodor Braeucker (Bräucker) (Langenscheid, 1 de abril de 1815 - Derschlag, 3 de mayo de 1882) fue un maestro, historiador de Gummersbach, entomólogo, geólogo, conquiólogo, paleontólogo, botánico y coleccionista de flores alemán.
Concurrió a la escuela en Halver. En 1829, se trasladó a Colonia, y regresó después de pasar un año en esa ciudad, a Halver. Allí, realizó estudios privados en matemática, física, y música. Y con gran interés, se dedicó al arte del dibujo. Luego fue profesor de Hedfeld. Allí vivió tres años en la casa de un sacerdote y se unió al pietismo. Después de su práctica docente en Hedfeld visitó el seminario de Soest; trabajando como profesor en el período comprendido entre 1838 a 1845. En la segunda mitad de 1845 fue llamado a la escuela fábrica Bräucker Derschlag. Allí permaneció hasta su muerte. Su retiro fue en 1877; su salario por muchos años, fue la escasa cantidad de 150 táleros por año.

## Obra
Se unió a tres colegas para estudiar psicología, y lógica. Se convirtió en un experto en el estudio de las plantas, minerales, geología. En los días feriados exploraba Sauerland, Siebengebirge, Eifel, Westfalen, Bélgica. Examinó y describió Rosaceae, Rubus, Salix, orquídeas, Mentha, Carex, criptógamas (Pterophyta, Equisetum, Lycopodium). Diecisiete años trabajó en el estudio de esas especies, a las que calificó de "mes enfants terribles" - mis terribles hijos.
A su muerte dejó colecciones de historia natural que no tienen paralelo. Se incluían 20 tipos de familias de mamíferos, 90 especies de aves, 100 mariposas, 420 escarabajos, 335 minerales (2600 copias simples), 340 especies de moluscos (4.000 ejemplares), 1000 fósiles (20 000 ejemplares), 2892 fanerógamas, 1470 especies de plantas sin flores. Esas colecciones fueron vendidas por sus herederos.
Poseía de conocimientos adecuados de la lengua latina y griega, inglés y francés, para hacer sus investigaciones, sobre una base científica.

## Reconocimientos
- En Derschlag: "Plaza Theodor-Bräucker" un parque con bancos y una fuente. En ese complejo se encuentra un monumento dedicado a Theodor Bräucker.

## Eponimia
Rosaceae Rubus braeuckeri Asch. & Graebn. -- Syn. Mitteleur. Fl. [Ascherson & Graebner]. vi. 1. 534 (1902), in syn. (IK)</ref>

## Algunas publicaciones
Theodor Bräucker realizó publicaciones impresas, incluyendo poemas, poemas, historias de la guerra franco-alemán, poemas religiosos, que aparecieron en publicaciones de su hijo Hugo Bräucker en Derschlag. Permanecen inéditos varios manuscritos, incluyendo una historia del país, una crónica de Derschlag y de la ciudad de Gummersbach, así como una descripción científica de la zona del río superior Agger.
- Ein Verzeichnis devonischer Petrefactionen, die in neuerer Zeit im Kreis Gummersbach und Waldbröl aufgefunden worden sind, in: Verhandlungen des Naturhistorischen Vereins der Preußischen Rheinlande und Westfalens 17, 1860, 199–202
- 292 deutsche, vorzugsweise rheinische Rubusarten und Formen, zum sicheren Erkennen ana-lytisch angeordnet und beschrieben, Berlín 1882
- Deutschlands wilde Rosen, 150 Arten und Formen. Zum leichten Erkennen und Bestimmen angeordnet und beschrieben. Berlín 1882
- „Gedenke mein!“ – Gedichte von Theodor Braeucker, Lehrer in Derschlag, Derschlag, Verlag Hugo Braeucker 1885
- Derschlager Schulchronik von Theodor Braeucker (1815–1882), verwahrt in der Gummersbacher Kreis- und Stadtbücherei